# Korniów

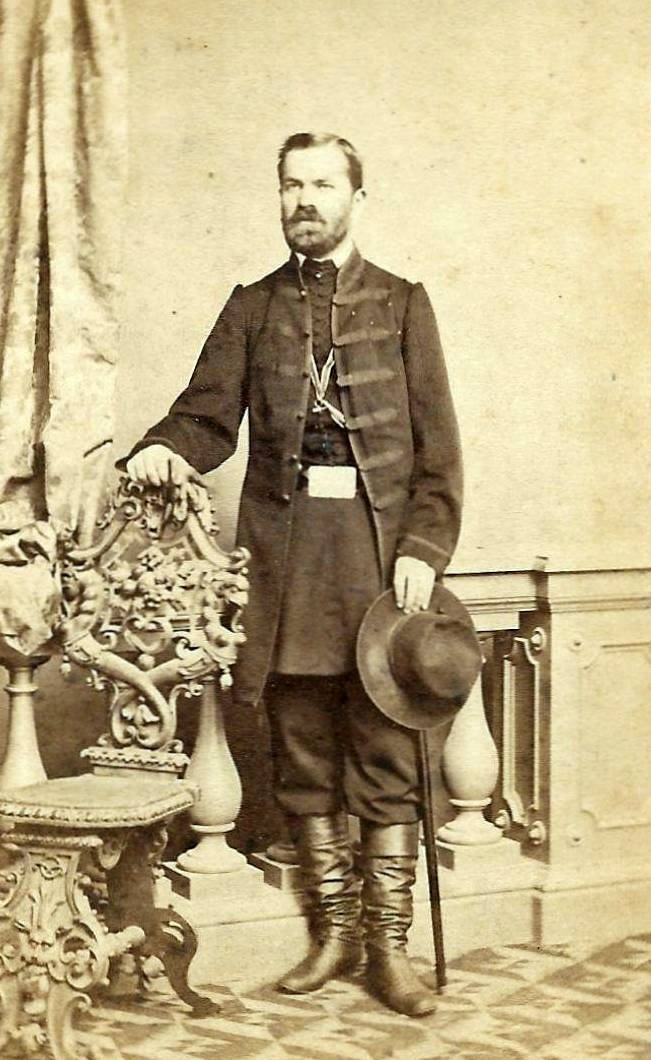
Mieczysław Antoni Dzieduszycki

Korniów (ukr. Корнів) – wieś na Ukrainie w obwodzie iwanofrankiwskim, w rejonie horodeńskim nad Dniestrem.
Wieś położona 7,5 km na zachód od Czernelicy. Pod koniec XIX w. liczyła 937 mieszkańców (1880).

## Zabytki
- zamek[4]
- dwór
- ruiny kaplicy grobowej Dzieduszyckich, w której pochowany został właściciel dworu w Korniówie hr. Eugeniusz Dzieduszycki[5] (ur. 15 lutego 1801, zm. 6 marca 1857) herbu Sas[6] i jego druga żona[7] Helena z Paszkowskich (ur. 1814, zm. 17 listopada 1880)[8][9].

## Ludzie związani z Korniówem
- Mieczysław Romanowski – polski szlachcic herbu Bożawola, poeta epoki romantyzmu i powstaniec styczniowy. W Korniowie napisał wiersze „Stara bajka” (w czerwcu 1857)[10] i „Jedna chwilka” (18 sierpnia 1857)[11].

Urodzeni
- hr. Mieczysław Antoni Dzieduszycki – polski działacz społeczny i oświatowy, mecenat, poeta i właściciel dworu w Korniówie[12]
- Helena z Pawlikowskich Dzieduszycka[13] – polska poetka i działaczka niepodległościowa.